# 埃塞俄比亞電信
埃塞俄比亚电信（Ethio telecom），前身为埃塞俄比亚电信公司（Ethiopian Telecommunications Corporation，ETC )，是一家埃塞俄比亚國有电信公司，該公司是埃塞俄比亚全國最大的互联网和电话服务提供商，並垄断了該國所有电信服务。
公司总部位于亚的斯亚贝巴。該公司埃塞俄比亚五大国有公司之一，另四家國有公司是埃塞俄比亞航空、埃塞俄比亚商业银行、埃塞俄比亚保险公司和埃塞俄比亚航运公司。
公司成立的最初幾年（2010年至2013年6月），公司的管理業務被外包給Orange，Orange在承包埃塞俄比亚电信時要遵守埃塞俄比亚政府下達的命令。
埃塞俄比亚电信为埃塞俄比亚政府创造了超过3亿美元的收入，被該國前总理海爾馬里亞姆·德薩萊尼称为“摇钱树”。

## 外部鏈接
- Ethiopian Telecommunication Corporation website （页面存档备份，存于）
- GSM coverage （页面存档备份，存于）